# اوپلندز وزبه
شهر اوپلندز وزبه (به سوئدی: Upplands Väsby) در ناحیه شهری اوپلندز وزبه در کشور سوئد واقع شده‌است. جمعیت این شهر ۲۵۶۶٫۴۹  نفر است.